# Strandfåfotingar
Strandfåfotingar (Amphipauropus) är ett släkte av mångfotingar som beskrevs av Ulf Scheller 1984. Enligt Catalogue of Life ingår strandfåfotingar i familjen Amphipauropodidae, men enligt Dyntaxa är tillhörigheten istället familjen fåfotingar.
Strandfåfotingar är enda släktet i familjen Amphipauropodidae.
Kladogram enligt Catalogue of Life och Dyntaxa:
| strandfåfotingar | \| \| Amphipauropus moselleus \| \| \| \| \| \| strandfåfoting \| \| \| \| |
|                  | \| \| Amphipauropus moselleus \| \| \| \| \| \| strandfåfoting \| \| \| \| |
|                  | Amphipauropus moselleus                                                    |
|                  |                                                                            |
|                  | strandfåfoting                                                             |
|                  |                                                                            |